# Jerry Hall
Pour les articles homonymes, voir Hall.
 (octobre 2022).
Si vous disposez d'ouvrages ou d'articles de référence ou si vous connaissez des sites web de qualité traitant du thème abordé ici, merci de compléter l'article en donnant les références utiles à sa vérifiabilité et en les liant à la section « Notes et références ».
Jerry Hall est une mannequin et actrice américaine, née le 2 juillet 1956 à Gonzales (Texas).
Elle est surtout connue pour sa longue relation avec le chanteur Mick Jagger et les quatre enfants qu'elle a eus avec lui. Le 3 mars 2016, elle épouse à Londres le milliardaire Rupert Murdoch dont elle divorce en 2022.

## Biographie
Jerry Faye Hall est née à Gonzales (Texas), et est la fille de Marjorie Sheffield et John P. Hall, conducteur de camion. Elle a des origines anglaises, irlandaises, néerlandaises et cherokee. Jerry Hall est élevée à Mesquite (Texas), petite ville de la banlieue de Dallas. Elle y fréquente la Nord Mesquite High School, dont elle sort diplômée. Elle a également participé à l'Agence Kim Dawson Modeling. Elle a une sœur jumelle, Terry, ainsi que trois sœurs plus âgées, dont l'actrice Cyndy Hall. Après un accident de voiture, elle utilise l'argent de la prime d'assurance pour s'installer en France.
Jerry séjourne dans un hôtel sur la Côte d'Azur quand elle est découverte par un agent de mode, Claude Haddad, alors qu'elle prenait un bain de soleil sur une plage de Saint-Tropez.
Elle s'installe à Paris, où elle partage un appartement avec la chanteuse Grace Jones (qui, à cette époque, était également mannequin), et se plonge avec cette dernière dans la vie nocturne parisienne, souvent dans des clubs et des cabarets. Peu de temps après, elle emménage avec l'illustrateur de mode Antonio Lopez et voit débuter sa carrière de mannequin.
En 1975, après avoir été photographiée par Norman Parkinson, elle apparaît sous les traits d'une sirène sur la couverture de l'album Siren de Roxy Music. Cinq mois plus tard, le chanteur Bryan Ferry lui offre une bague de fiançailles. Sa relation avec Bryan Ferry se poursuit. Elle apparaît notamment dans le clip de son tube solo historique de 1976 Let's Stick Together.
En 1977, Jerry Hall a été en couverture de quarante magazines, dont le Vogue Italia et Cosmopolitan. Elle gagnait pour son mannequinat plus de 1 000 $ par jour. Ses longs cheveux blonds et sa grande taille (1,82 m) furent sa marque de fabrique et ont rapidement fait d'elle un des mannequins les plus visibles et photographiés dans le milieu de la mode durant cette période.
Cette même année, elle rencontre lors d'un dîner à Manhattan le chanteur des Rolling Stones, Mick Jagger, pour lequel elle quitte Bryan Ferry. Jerry Hall et Mick Jagger ont été vus constamment ensemble autour de New York, fréquentant des boites de nuit branchées telles que Studio 54 et 21 Club. La chanson des Rolling Stones Miss You a été écrite par Mick Jagger pour Jerry Hall (quelques années plus tard, Jerry Hall sera le sujet de la chanson Kiss and Tell (en) de Bryan Ferry, après la publication de son récit autobiographique en 1985, récit qui faisait état de détails de leur relation). La femme de Mick Jagger, Bianca Jagger, entama une procédure de divorce après l'implication de ce dernier dans la vie de Jerry Hall. Avec les importants revenus qu'elle percevait alors en tant que mannequin, Jerry Hall s'acheta un ranch de 200 acres (0,81 km2) à Lone Oak au Texas.
Elle a continué sa carrière de mannequin top model puis a rejoint la télévision.
Jerry Hall a commencé à fréquenter Mick Jagger en 1977, après leur première rencontre en 1976. Elle l'épousa le 21 novembre 1990 lors d'une cérémonie officieuse à Bali comprenant principalement des rituels hindous. Cette union prendra fin en 1999. Ils auront quatre enfants ensemble : Elizabeth (née en 1984), James (né en 1985), Georgia May (née en 1992) et Gabriel (né en 1997). Le couple vivait ensemble dans le Grand Londres, à Downe House (sur Richmond Hill), maison acquise par Mick Jagger au début des années 1990.

## Carrière artistique
En 1989, Jerry Hall apparaît dans le film Batman de Tim Burton, dans le rôle d'Alicia Hunt, petite amie d'un gangster qui est assassiné par le Joker (joué par Jack Nicholson). En 1990, elle rejoint de nombreux autres invitée pour une énorme performance de Roger Waters, dans The Wall Live in Berlin, où elle interprète une groupie. Elle a également figuré dans des publicités pour Bovril. En 1994, elle a joué le rôle de Miss Scarlett dans une série de télévision britannique, Cluedo. Au début des années 2000, elle joue le rôle de Mme Robinson dans une production de Broadway, Le Lauréat (The Graduate), qui comprenait une scène de nu sur scène. Après avoir vu un extrait du spectacle au Gielgud Theatre à Londres, le critique du Daily Mail Quentin Letts décrit le jeu de Jerry Hall comme « un cure-dent en bois » et la performance comme « Deux œufs sur le plat dans le crépuscule ».
En 2001, elle joue son propre rôle dans le documentaire Being Mick. En 2002, elle est apparue à Brighton dans une pièce de théâtre, Picasso’s Women. En 2005, Hall a joué dans une série de télé-réalité sur VH1 appelé Kept, dont le concept est la recherche d'un Boy Toy. Les douze candidats américains ont été invités à se transformer en gentlemen raffinés au cours d'une série de défis, telle que la maîtrise de compétences comme les arts, les sports, la cuisine, et l'étiquette de la haute société. Selon une entrevue avec le gagnant, il n'a jamais revu Jerry Hall après l'émission, et il n'y avait pas eu d'intimité sexuelle entre Jerry Hall et l'un des candidats.
Toujours en 2005, Jerry Hall est apparue sur la scène du West End pour jouer Mother Lord dans the London revival de la Haute Société de Cole Porter, et a également prêté sa voix au personnage de Sœur Pénélope dans le controversé cartoon Popetown. En 2007, elle est la guest star d'un show télévisé britannique Hotel Babylon. Elle est également apparue dans la populaire série comique de BBC French and Saunders.
En 2009, Jerry Hall a tenu le rôle de Celia dans la pièce Calendar Girls (2008), adaptée par Tim Firth du film éponyme réalisé par Nigel Cole et sorti en 2003.
En juin 2012, Jerry Hall a fait une apparition pendant une semaine avec David Soul au théâtre de la Gaîté à Dublin dans une reprise du prix Pulitzer nommé par AR Gurney, Love Letters.

## Engagement
Jerry Hall a publié son autobiographie Jerry Hall: My Life in Pictures (Ma vie en images).
En 2004, Jerry Hall a étudié la Kabbale, et a été brièvement associée avec le Centre de la Kabbalah. Elle a organisé un événement de charité pour le centre avec Mick Jagger, Ron Wood et Michael Berg comme invités. Toutefois, Jerry Hall s'est depuis dissociée elle-même du centre, en faisant valoir que, à intervalles périodiques, ils ont demandé des dons importants de sa part.
Jerry Hall s'est notamment engagée auprès d'Emmaus UK, la branche britannique du mouvement
Elle vit à Downe House, sur  Richmond Hill, dans la banlieue de Londres, avec ses enfants et contribue à lancer le LK Today modelling competition.
Elle a eu pour compagnon Warwick Hemsley, le millionnaire australien de Perth. Elle et Hemsley s'étaient rencontrés tandis que Jerry Hall reprenait son rôle dans Le Lauréat (The Graduate) à Perth, en Australie occidentale.
En 2012, elle pose nue pour « Fish Love », une campagne de sensibilisation contre la pêche intensive.
Fin 2015, Jerry Hall rencontre le milliardaire Rupert Murdoch, alors âgé de 84 ans. Ils se marient le 5 mars 2016 et divorcent en 2022.

## Filmographie

### Cinéma
- 1980 : Urban Cowboy : Sexy Sister
- 1980 : Willie & Phil : Karen
- 1988 : Topo Galileo de Francesco Laudadio : Doctoresse 18
- 1989 : Batman : Alicia Hunt
- 1990 : The Wall Live in Berlin : groupie
- 1994 : Princesse Caraboo de Michael Austin : Lady Motley
- 1995 : Un vampire à Brooklyn : la femme du parc
- 1997 : Diana & Me de David Parker
- 2002 : Merci Docteur Rey : Sybil
- 2016 : Absolutely Fabulous, le film : elle-même

### Télévision
- 1983 : Faerie Tale Theatre -  Pansy (Saison 2, épisode 2)
- 1983 : Faerie Tale Theatre -  Lady of the Harp (Saison 2, épisode 4)
- 1987 : Mariés, deux enfants - Terry Cherry (Saison 1, épisode 10)